# 富山県看護協会

公益社団法人富山県看護協会（こうえきしゃだんほうじんとやまかんごきょうかい、英称：Toyama Nurses Association）は、富山県知事所管の岐阜県の保健師、助産師、看護師、准看護師を会員とする公益社団法人。法人番号は「6230005007920」。

## 沿革
- 1990年（平成02年）10月 - 国際助産師連盟（ICM）神戸大会の国際評議会で、5月5日を「国際助産師の日」とすることを決定。1992年5月5日を最初の「国際助産師の日」とした啓もう日となる[1]。
- 1990年（平成02年）12月 - 『看護の日』（看護週間）制定、翌年より「国際看護師の日」でもある5月12日が啓蒙日となる。

## 本部所在地
〒930-0885 富山県富山市鵯島字川原1907-1